# 三仙洞 (芒市)
24°13′47″N 98°25′35″E / 24.229694°N 98.426445°E
三仙洞，是云南省芒市的一个石灰岩溶洞，位于勐戛镇三角岩村。

## 名称
民国《龙陵县志》载三仙洞“有古佛三，天然生成，不事雕饰，土人遂称之为三仙洞”。清光绪年间，当地人在洞前修庙三间，称为“三仙寺”:57。

## 地理
三仙洞有两个洞口，上洞口标高1,669.48米，下洞口标高1,628.93米，两个洞口平距90米，高差40.55米。洞体发育在浅灰色厚层块状石灰岩中，地质时代属二叠纪，形成时间距今约265百万年:140。洞分19段，曲折回环，遍布石笋、石柱和钟乳石，洞内高者近15米，宽者可容纳千余人:57。

## 旅游
1985年，勐戛镇白泥井村四名青年自老洞口（上洞口）进入，穿行六小时后发现新洞口（下洞口）:139。1989年德宏州政府与路西县政府拨款105万元对三仙洞的下洞口进行旅游产业开发，建设了洞内游览线路1,800米:29，铺设线缆5,500米，安装了彩色电灯照明，并在洞外建设有停车场等旅游配套设施:140。